# 瓊斯查普爾 (阿拉巴馬州)
瓊斯查普爾（英語：Jones Chapel）是一個位於美國阿拉巴馬州卡爾曼縣的非建制地區。該地的面積和人口皆未知。

## 地理
瓊斯查普爾的座標為34°12′37″N 87°03′07″W / 34.21027°N 87.05194°W，而該地最高點為海拔高度299米（即981英尺）。